# Litchfield (New York)
Litchfield je město v okrese Herkimer County ve státě New York ve Spojených státech amerických. K roku 2010 zde žilo 1 513 obyvatel. S celkovou rozlohou 76,8 km² byla hustota zalidnění 19,7 obyvatel na km².